# Lobosceliana cinerascens
Lobosceliana cinerascens är en insektsart som först beskrevs av Carl Stål 1873.  Lobosceliana cinerascens ingår i släktet Lobosceliana och familjen Pamphagidae. Inga underarter finns listade i Catalogue of Life.